# Croydon Challenger
Il Croydon Challenger è stato un torneo professionistico di tennis giocato su campi in sintetico indoor. Faceva parte dell'ATP Challenger Series. Si giocava annualmente a Croydon in Gran Bretagna.

## Albo d'oro

### Singolare
| Anno | Campione          | Finalista     | Punteggio |
| ---- | ----------------- | ------------- | --------- |
| 1990 | Christian Saceanu | Udo Riglewski | 6–3, 6–0  |
| 1989 | Michael Tauson    | Chris Bailey  | 6–4, 7–6  |

### Doppio
| Anno | Campioni                       | Finalisti                   | Punteggio     |
| ---- | ------------------------------ | --------------------------- | ------------- |
| 1990 | Andrew Castle Olivier Delaître | Nick Brown Nicholas Fulwood | 7–6, 6–3      |
| 1989 | Russell Barlow Ville Jansson   | Mike De Palmer Byron Talbot | 2–6, 6–3, 7–5 |